# Pranav Chopra
Pranav Chopra (* 6. September 1992) ist ein indischer Badmintonspieler.

## Karriere
Pranav Chopra machte im großen Stil erstmals 2010 auf sich aufmerksam. In diesem Jahr gewann er bei den indischen Meisterschaften den Titel im Mixed mit Prajakta Sawant. Er qualifizierte sich somit für die Asienmeisterschaft 2010, schied dort jedoch sowohl im Doppel als auch im Mixed in Runde eins aus. 2010 gewann er mit den Iran Fajr International auch sein erstes bedeutendes internationales Turnier.

## Sportliche Erfolge
| Saison | Veranstaltung                 | Disziplin    | Platz | Name                            |
| ------ | ----------------------------- | ------------ | ----- | ------------------------------- |
| 2010   | Iran Fajr International       | Herrendoppel | 1     | Praneet B. Sai / Pranav Chopra  |
| 2010   | Kharkiv International         | Herrendoppel | 3     | Tarun Kona / Pranav Chopra      |
| 2010   | Indien: Einzelmeisterschaften | Mixed        | 1     | Pranav Chopra / Prajakta Sawant |